# (2645) Daphne Plane
(2645) Daphne Plane es un asteroide que forma parte del cinturón de asteroides y fue descubierto el 30 de agosto de 1976 por Eleanor Francis Helin desde el observatorio del Monte Palomar, Estados Unidos.

## Designación y nombre
Daphne Plane recibió inicialmente la designación de 1976 QD.
Posteriormente se nombró en honor de la bibliotecaria del Caltech Daphne Plane, amiga de la descubridora.

## Características orbitales
Daphne Plane orbita a una distancia media del Sol de 2,392 ua, pudiendo acercarse hasta 2,138 ua y alejarse hasta 2,646 ua. Tiene una inclinación orbital de 13,79° y una excentricidad de 0,1062. Emplea en completar una órbita alrededor del Sol 1351 días.